# Bernard MacLaverty
Bernard MacLaverty (Belfast, 14 september 1942) is een Noord-Iers schrijver, die sinds 1975 in Schotland woont. Zijn werk omvat romans, korte verhalen, hoorspelen en scripts voor televisie en film.
MacLaverty studeerde Engels aan Queen’s University in Belfast. Na zijn vertrek naar Schotland werkte hij tot 1981 als leraar op verschillende scholen, waarna hij zich geheel ging wijden aan het schrijven.
Zijn eerste boek, de verhalenbundel Secrets and other stories (1977), werd in Schotland bekroond met een literaire prijs, evenals de roman Lamb (1980). 

In 1983 verscheen de roman Cal, een indringend verhaal over het politieke geweld in Noord-Ierland. Deze beide romans zijn ook verfilmd, respectievelijk in 1986 en 1984.

## Selecte bibliografie
- Secrets & Other Stories (verhalen, 1977)
- Lamb (roman, 1980)
- A Time to Dance & Other Stories (verhalen, 1982)
- Cal (roman, 1983)
- The Great Profundo & Other Stories (verhalen, 1987)
- Walking the Dog & Other Stories (verhalen, 1994)
- Grace Notes (roman, 1997)
- The Anatomy School (roman, 2001)